# Deutschland (Die-Prinzen-Lied)
Deutschland ist ein Lied der Leipziger A-cappella-Gruppe Die Prinzen aus ihrem achten Studioalbum D.

## Entstehung und Veröffentlichung
Sebastian Krumbiegel (Frontmann der Prinzen) nannte das Lied eine „kontroverse Zustandsbeschreibung unseres Heimatlandes“. Insgesamt habe die Gruppe eine kritische Meinung, die sie nach eigener Aussage „ganz einfach und ohne erhobenen Zeigefinger und ohne große Moralkeule“ äußern würden.
Deutschland erschien im August 2001 als Singleauskopplung bei Hansa / BMG Ariola Media GmbH. Die Maxi-Single enthält drei verschiedene Versionen des Titelstücks sowie das Lied Nichts.
2010 wurde für das Lied Das alles ist Deutschland der Liedtitel und der Refrain zitiert, es erschien als erste Singleauskopplung auf dem Album Flersguterjunge des deutschen Rappers Fler. Rapper Bushido war als Feature vertreten, während der Refrain erneut von Sebastian Krumbiegel interpretiert wurde.

## Musikvideo
Das Musikvideo beginnt mit der Nahaufnahme von einem Eimer in den Farben Schwarz-Rot-Gold. Durch Bildschirmaufteilung werden in schneller Folge die Prinzen auf einer Couch, auf der Bühne und verschiedene Bilder aus Deutschland gezeigt, z. B. der Alexanderplatz, Kuckucksuhren, Gartenzwerge, Bier, deutsche Automarken, aber auch Skinheads.

## Titelliste der Single
Maxi-Single
| #  | Titel                          | Länge |
| -- | ------------------------------ | ----- |
| 1. | Deutschland (Radio Mix)        | 3:39  |
| 2. | Deutschland (Sylt Mix)         | 3:42  |
| 3. | Deutschland (Original Version) | 3:43  |
| 4. | Nichts (Boogie Park Version)   | 3:25  |

## Rezeption

### Chartplatzierungen
| ChartsChartplatzierungen | Höchstplatzierung | Wochen |
| ------------------------ | ----------------- | ------ |
| Deutschland (GfK)        | 15 (27 Wo.)       | 27     |
| Österreich (Ö3)          | 10 (20 Wo.)       | 20     |

### Auszeichnungen für Musikverkäufe
Im Jahr 2002 wurde das Lied in Deutschland mit einer Goldenen Schallplatte für über 250.000 verkaufte Einheiten ausgezeichnet.
| Land/Region        | Auszeichnungen für Musikverkäufe (Land/Region, Auszeichnung, Verkäufe) | Verkäufe |
| ------------------ | ---------------------------------------------------------------------- | -------- |
| Deutschland (BVMI) | Gold                                                                   | 250.000  |
| Insgesamt          | 1× Gold ·                                                              | 250.000  |